# Charles-Maurice Colbert
Pour les articles homonymes, voir Famille Colbert.
 Charles-Maurice Colbert  dit l'Abbé de Villacerf (mort le 26 octobre ou le 10 novembre 1731) est un ecclésiastique français, agent général du clergé de France.

## Biographie
Charles Maurice est le 3e fils d'Édouard Colbert, surintendant des bâtiments du roi, et de son épouse Geneviève Larcher. 
Destiné à l'état ecclésiastique, il est nommé en 1679 abbé de Saint-Pierre de Neauphle-le-Vieux et en 1691 de l'abbaye de Saint-André-de-Gouffern dans le diocèse de Séez. Il est également prieur de Sainte-Marguerite de Lenoncourt et de Saint-Adérald de Villacerf. 
Il est choisi comme agent général du clergé de France par la province de Toulouse lors de l'assemblée de 1695. En 1727, il hérite du marquisat de Villacerf et meurt à une date incertaine en 1731.